# عدالت شاعرانه

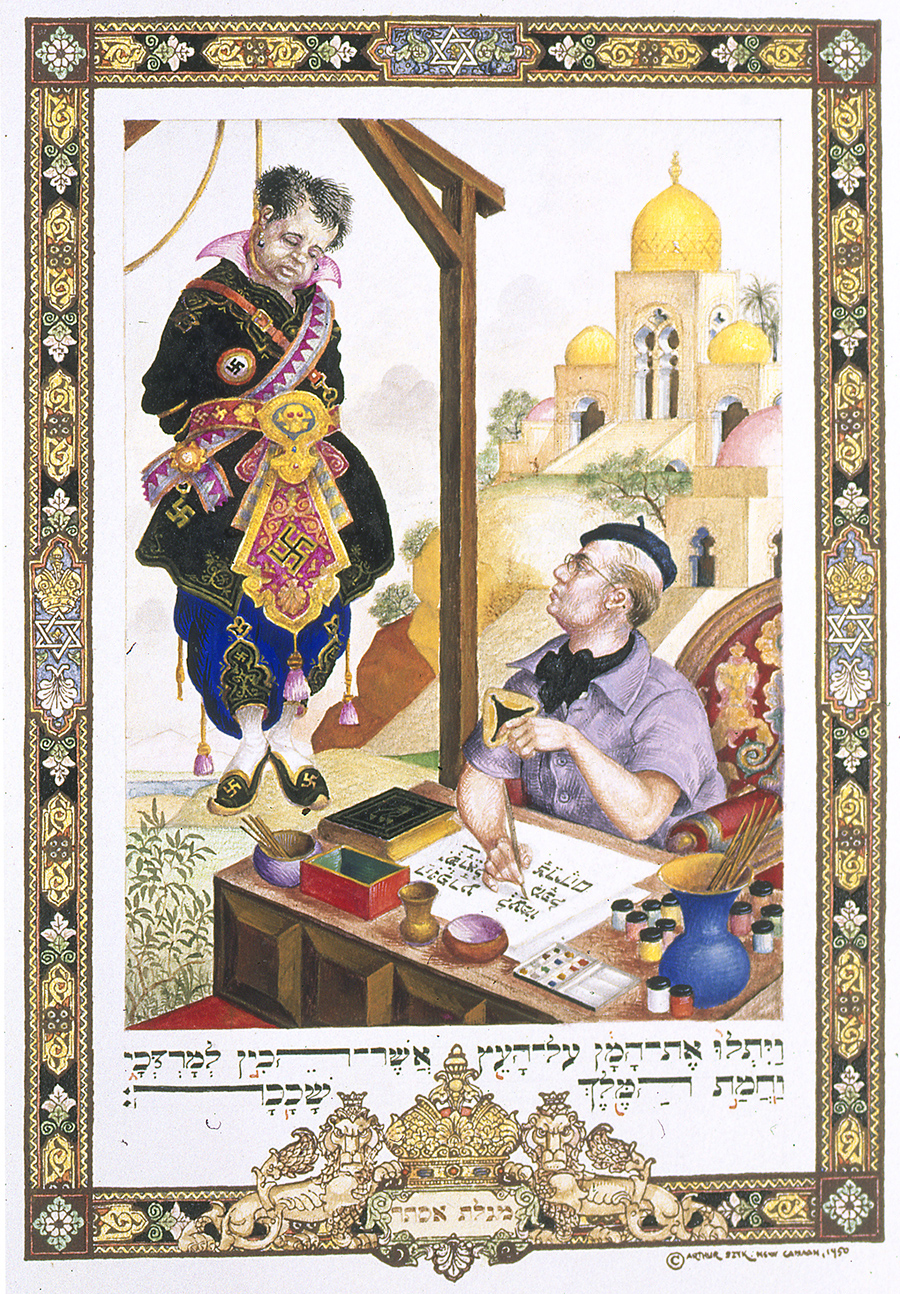
عدالت شاعرانه

عدالت شاعرانه (انگلیسی: Poetic justice) یک آرایه ادبی است که در آن در نهایت به فضیلت پاداش داده می‌شود و شرارت مجازات می‌شود. در ادبیات مدرن، عدالت شاعرانه اغلب همراه با پیچیدن سرنوشت گواژه‌وار مرتبط با کرده خود شخصیت است.